# Glock (pistool)
Glock is een modellijn pistolen die ontworpen werd door het Oostenrijkse bedrijf Glock GmbH uit Deutsch-Wagram, gesticht in 1963 door de ingenieur Gaston Glock (1929 - 2023).
De Glock 17 is in een aantal opzichten een bijzonder wapen. Doordat het wapen grotendeels van kunststof is, behalve loop, slede en kamer, is het licht en toch sterk. Het bestaat uit slechts 33 onderdelen en is eenvoudig van constructie waardoor het gemakkelijk te demonteren en te onderhouden is. Bij de Glock 17 zijn trekkerdruk en trekkerweg van het eerste schot en de volgende schoten volledig gelijk. Daarbij loopt de trekkerdruk op van 10 newton (ongeveer 1 kilogram) tijdens de eerste 5 mm tot 20 à 30 newton (ongeveer 2,5 kilogram) tijdens de laatste 2,5 mm van de trekkerweg. De Glock 17 is voorzien van drie veiligheden tegen het ongewild afgaan van schoten: de trekkerveiligheid, de slagpinveiligheid en de valveiligheid. Verder is het wapen uiterlijk te onderscheiden van andere pistolen door de vierkante slede en het ontbreken van een hamer. De loop van de Glock 17 wijkt ook af van hetgeen gebruikelijk is. Bij de meeste pistolen is de loop namelijk voorzien van zogeheten 'trekken en velden', die de kogel een draaiing geven. De trekken en velden laten voor het type wapen kenmerkende groeven op de kogel achter, die samen met de specifieke slijtage van het wapen de kogel sluitend traceerbaar maken op het wapen waarmee is geschoten. De loop van de Glock 17 is evenwel 'hexagonaal' gevormd. Het Gerechtelijk Laboratorium heeft daardoor meer moeite met het koppelen van de kogel aan het specifiek wapen. De Glock 17 heeft een patroonhouder met een capaciteit van zeventien patronen.

## Ontwikkeling
In mei 1980 werd het bedrijf uitgenodigd om mee te dingen naar een contract om het Oostenrijkse leger uit te rusten met een nieuw pistool dat de verouderde Walther P38 uit de Tweede Wereldoorlog zou vervangen. Enkele prototypes werden gebouwd en na lange testen kwam de Glock 17 als winnaar uit de bus. De Glock werd in gebruik genomen bij het Oostenrijkse leger en politie in 1982 als de P80 (Pistole 80). Kort daarna werd de Glock ook door de Duitse, Zweedse en Noorse strijdkrachten aangekocht. In 1994 werd het wapen ingevoerd bij de gehele Nederlandse krijgsmacht, dus naast de landmacht ook bij de marine, de luchtmacht en de Koninklijke marechaussee. De Glock 17 diende daarna als basis voor een hele serie varianten, met verschillende kalibers en afmetingen maar met dezelfde basiselementen.

## Ontwerpdetails
De Glock 17 (dit nummer werd gekozen omdat dat het zeventiende patent was van het bedrijf) is een 9×19mm semiautomatisch pistool dat een aangepaste Browning vertraagde terugslagwerking heeft gebaseerd op het korte terugslagprincipe. De vergrendeling van het wapen heeft een verticaal kantelende loop met een rechthoekige kamer die in de slede schuift. De loop en kamer bewegen bij het afvuren ongeveer 3 mm met de slede mee naar achter, zodat het projectiel de loop kan verlaten en de gasdruk tot een veilig niveau daalt. De loop haakt dan in een blok in het frame, zodat de loop naar beneden kantelt en de slede verder naar achter kan bewegen.
De slede heeft een uittrekker die door een veer wordt onder spanning gehouden en de stalen uitduwer hangt vast aan het frame. Het interne vuurmechanisme heeft een slagpin onder veerdruk die opgespannen wordt in twee stages. Als het wapen geladen wordt, is de eerste stage geactiveerd. Wanneer men de trekker overhaalt, wordt de tweede stage geactiveerd en de slagpin verder naar achter getrokken. Aan het einde van trekkerbeweging heft de trekker de onderbreker op zodat de slagpin naar voor schiet en het schot afgaat. De onderbreker herzet dan de trekker zodat de slagpin terug opgevangen wordt in de eerste stage. De onderbreker zorgt er ook voor dat het pistool enkel semiautomatisch schiet. Dit mechanisme wordt "Safe Action" genoemd door de fabrikant.

### Safe Action
Het pistool heeft drie afzonderlijke veiligheidssystemen; één extern en twee intern. De externe veiligheid bestaat uit een kleine hendel in de trekker zodat deze enkel kan overgehaald worden wanneer men in het midden van de trekker duwt.

## Varianten
Na de introductie van de Glock 17 werden verschillende varianten ontwikkeld. Varianten die in kaliber, frame, sledelengte of breedte verschillen kregen een ander modelnummer (uitgezonderd de Glock 17L). Andere varianten die hiermee niet te maken hebben krijgen een suffix, zoals bijvoorbeeld "C" voor compensator. Kleine opties zoals kleur of richtmiddelen worden enkel op de verpakking vermeld maar niet op het wapen zelf.
Glock pistolen komen in ruwweg drie formaten, allen gebaseerd op de basis Glock 17. "Standaard" zijn dienstwapens op volle grootte met volledige ladercapaciteit. "Compact" modellen zijn een beetje kleiner en lichter met verminderde ladercapaciteit. Ze hebben echter wel nog een bruikbare greeplengte. "Subcompact" modellen zijn ontworpen voor verborgen dracht, en zijn daarom lichter en korter. De greep is bedoeld om met twee vingers vast te houden onder de trekkerbeugel. Subcompact modellen in .45 ACP en 10mm Auto zijn iets groter dan deze in kleinere kalibers en daarom worden hierin geen compact modellen in aangeboden. Glock heeft ook een "Slimline" in .45 ACP in single stack voor een slankere greep, de Glock 36. "Competition" versies hebben een langere slede en frame, een regelbaar vizier en een grotere sledevangpal.
- Glock 17C: Geïntroduceerd in 1996. Model met openingen in de bovenkant van de slede en loop om het klimmen van de loop tegen te gaan. Verschillende modellen hebben deze features en worden allen aangeduid met een "C" suffix.
- Glock 17L: Geïntroduceerd in 1988. Deze versie heeft een langere slede en loop. Oorspronkelijk had dit model drie gaten in de bovenkant van de loop, en overeenkomstige gaten in de bovenkant van de slede. Latere modellen hebben deze openingen niet meer. De Glock 17L wordt in beperkte hoeveelheden geproduceerd.
- Glock 17A: Variant met langere loop (totale looplengte 120 mm) die zichtbaar uit de voorkant van de slede komt. Deze versie werd gebouwd voor de Australische markt om te voldoen aan de lokale wetten die ingevoerd werden na een incident op Monash University. Enkel laders met een maximumcapaciteit van tien patronen werden samen met dit wapen geleverd.[1]
- Glock 17S: Model met externe manuele veiligheid op het frame. Deze variant werd in kleine oplages gebouwd voor de Tasmaanse, Israëlische, Pakistaanse en enkele Zuid-Amerikaanse veiligheidsdiensten.[2][3] Op de slede van deze pistolen staat "17" en niet "17S". Ze zijn verschillend van een after market Cominolli veiligheid[4] hoewel ze hier sterk op lijken
- Glock 17T: Trainingspistool met verf- or rubberprojectielen. Er zijn twee versies en zijn beiden gemakkelijk te onderscheiden door hun fel blauwe frame: de Glock 17T 9 mm FX, die Simunition FX patronen afvuurt, en de Glock 17T 7.8×21 AC, die verf- of rubberprojectielen afvuurt door middel van luchtdruk.
- Glock 17P: Dummy trainingspistool voor gevechtsoefeningen en het oefenen van laden en ontladen. De Glock 17P is identiek aan een standaard Glock 17 behalve het rode frame, een inerte loop (zonder kamer) en het ontbreken van een vuurpinopening. Op deze manier kan men geen patroon in de kamer steken, noch de trainingsloop verwisselen met een echte.
- Glock 17Pro: Versie exclusief voor de Finse markt, met enkele verbeteringen over de standaard Glock 17: standaard tritium richtmiddelen, een langere loop met draad voor een geluiddemper, onderwater slagpinafsluiters, een aangepaste knop die de lader vasthoudt, een bredere sledevangpal, uitgebreide magazijnen (plus twee patronen), lichtere connector voor een betere aftrek en een Glock draagtas.
- Glock 17DK: Versie voor de Deense markt, waar wettelijk bepaald is dat handvuurwapens minstens 210 mm lang moeten zijn. Daarom heeft de Glock 17DK een langere loop van 122,5 mm zodat het wapen juist 210 mm lang wordt.
- Glock 18:Een versie van de Glock 17 met een magazijn van 33 9 mm luger/parabellum kogels en een mogelijkheid voor semi- of volautomatisch vuren. Deze versie is in veel landen verboden voor burgers. Glock 19

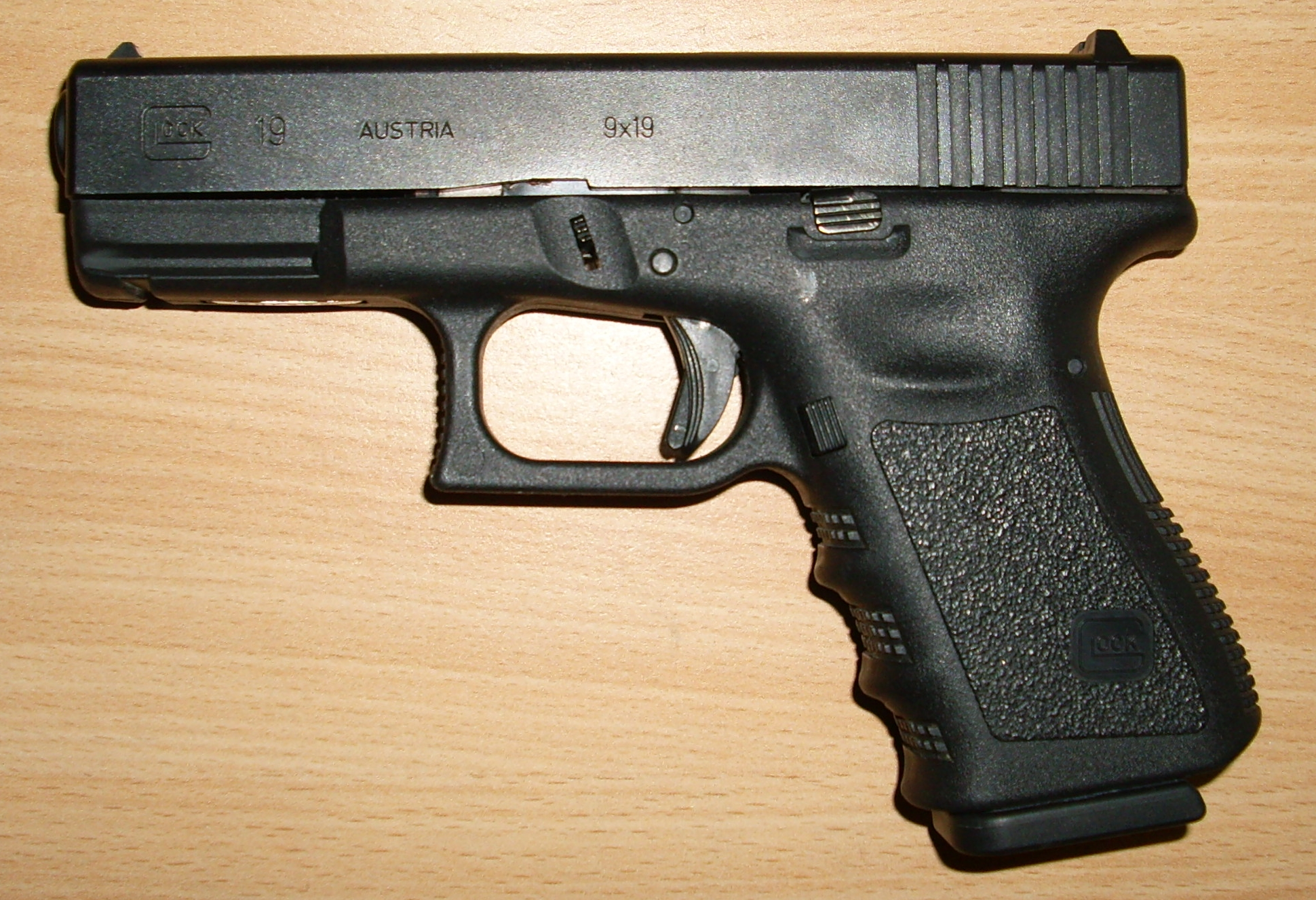
Glock 19

- Glock 19: Een verkleinde Glock 17. Productie begon in 1988, vooral voor militaire- en ordediensten. De loop en pistoolgreep zijn elk ongeveer 12 mm korter dan die van de Glock 17. De Glock 19 gebruikt standaard een lader met een capaciteit van vijftien patronen, hoewel grotere laders ook compatibel zijn. Voor de betrouwbaarheid van het vertragingsmechanisme werd de massa van de slede gelijk gehouden. De slede, het frame, de loop, het sluitstuk, de terugslagveer, veergeleider en sledeblokkeerveer zijn verschillend van de Glock 17, alle andere onderdelen zijn hetzelfde. In 1990 werd de Glock 19 in dienst genomen door het Zweedse leger onder de benaming Pistol 88B.
- Glock 19X: De 19X is de civiele versie van Glock's deelname aan de XM17 Modular Handgun System-competitie voor het Amerikaanse leger. Het heeft een Glock 19-loop met een Glock 17-frame in coyote-kleur in plaats van de reguliere zwarte kleur.
- Glock 20: Ontwikkeld voor de Amerikaanse veiligheidsdiensten in 1991. Het pistool is van de grond op ontworpen voor de 10mm Auto patroon. Wegens de krachtiger patroon is de Glock 20 groter dan de Glock 17: ongeveer 2,5 mm breder en 7 mm langer. Hoewel ongeveer de helft van de onderdelen uitwisselbaar zijn tussen de Glock 20 en 17, zijn verschillende belangrijke onderdelen groter en niet uitwisselbaar. Het pistool heeft een polygoonloop.
- Glock 21: Aangepaste versie van de Glock 20 in .45 ACP. Het pistool werd voornamelijk ontwikkeld voor de Amerikaanse markt.[5] Het pistool heeft een polygoonloop en de slede is een beetje lichter om te compenseren voor de tragere kogel. De lader bevat 13 patronen. De slede en het frame zijn niet verwisselbaar tussen een Glock 20 en 21.
- Glock 21SF: Het suffix "SF" staat voor "Short Frame".[6] De lengte van de greep (van de kant van de trekker naar de achterkant) is 5 mm korter dan bij een gewone Glock 21. Dit pistool werd ontworpen om mee te doen aan testen van het Amerikaanse leger met als doel het vervangen van het dienstwapen M9. Deze testen zijn opgeschort. Het pistool is ambidextreus met betrekking tot de laderknop. Ook is er een optioneel MIL-STD-1913 accessoire-rail systeem. De Glock 21SF is verkrijgbaar in drie modellen: Met Picatinny-rail en tweezijdige veiligheid, en met een "Univeral" Glock-rail, met en zonder tweezijdige veiligheid. Alle laders voor de Glock 21SF zijn voorzien om zowel met links- als rechtshandige laderknop gebruikt te worden.
- Glock 22: .40 S&W versie van de Glock 17, geïntroduceerd in 1990. Dit pistool heeft een aangepaste slede, een gewijzigd frame en een andere loop.
- Glock 23: De Glock 19 aangepast voor .40 S&W. De afmetingen en verhoudingen zijn hetzelfde als bij de Glock 19, maar het pistool heeft een aangepaste slede, frame en loop om .40S&W ladingen aan te kunnen.
- Glock 24: Een aangepaste versie van de Glock 22 voor competitie. Hetzelfde concept als de Glock 17L ten opzichte van de Glock 17. Dit model wordt niet meer geproduceerd sinds de introductie van de Glock 34 en 35.
- Glock 25: Een afgeleide van de Glock 19 in .380 ACP. Door de relatief beperkte kracht van deze patroon wordt geen gebruik gemaakt van een Browning Short recoil systeem dat de terugslag vertraagt, maar wel van een direct terugslagmechanisme (direct blowback). Hiervoor werd het pistool aangepast, met interne aanpassingen van de loop en de slede.
- Glock 26: Een subcompact pistool in 9×19mm. De Glock 26 werd in 1995 gelanceerd met het oog op Concealed Carry (legale verborgen wapendracht in de VS). Omdat de Glock 26 nog veel kleiner is dan de Glock 19 waren verschillende veranderingen nodig aan het frame, het vergrendelingsmechanisme en de terugslagveer. Het frame biedt steun aan twee vingers (exclusief trekkervinger). Het pistool heeft ook een sterk verkorte loop en een verkleinde double stack lader met tien patronen.

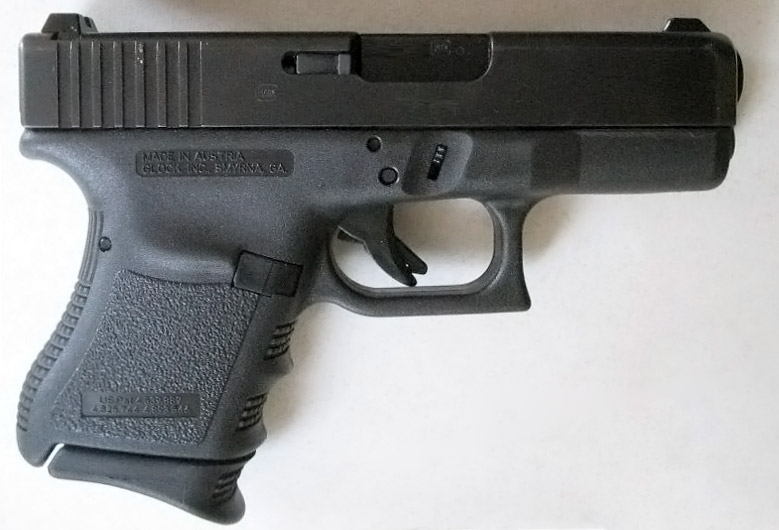
Een subcompacte Glock 29 in 10mm Auto.

- Glock 27: .40 S&W versie van de subcompacte Glock 26, met een dubbel-stack magazijn met een capaciteit van negen patronen.
- Glock 28: Subcompacte versie van de Glock 25 in .380 ACP.
- Glock 29: Subcompacte versie van de Glock 20 in 10mm Auto.
- Glock 30: Subcompacte versie van de Glock 21 in .45 ACP ontworpen in 1997 en op de markt gebracht samen met de Glock 29. Er is een Glock 30SF aangekondigd met een korter frame, hetzelfde concept als de Glock 21SF.[7]
- Glock 31: Standaard Glock in .357 SIG.
- Glock 32: Compacte Glock in .357 SIG.
- Glock 33: Subcompacte Glock in .357 SIG.
- Glock 34: Competitie-gerichte versie van de Glock 17. Dit pistool is gelijkwaardig aan de Glock 17L, maar met een kortere slede en loop. Het werd ontworpen en voor het eerst geproduceerd in 1998. De loop van een Glock 34 is 21 mm langer dan deze van een Glock 17. De magazijnreleaseknop is verlengd en er is een langere sledevangpal voorzien. De trekkerdruk werd verlaagd naar 20N. De richtmiddelen zijn variabel. De slede heeft enkele openingen uitgefreesd aan de voorkant van de slede. Door deze herverdeling werd het gewicht beter gebalanceerd.[8]

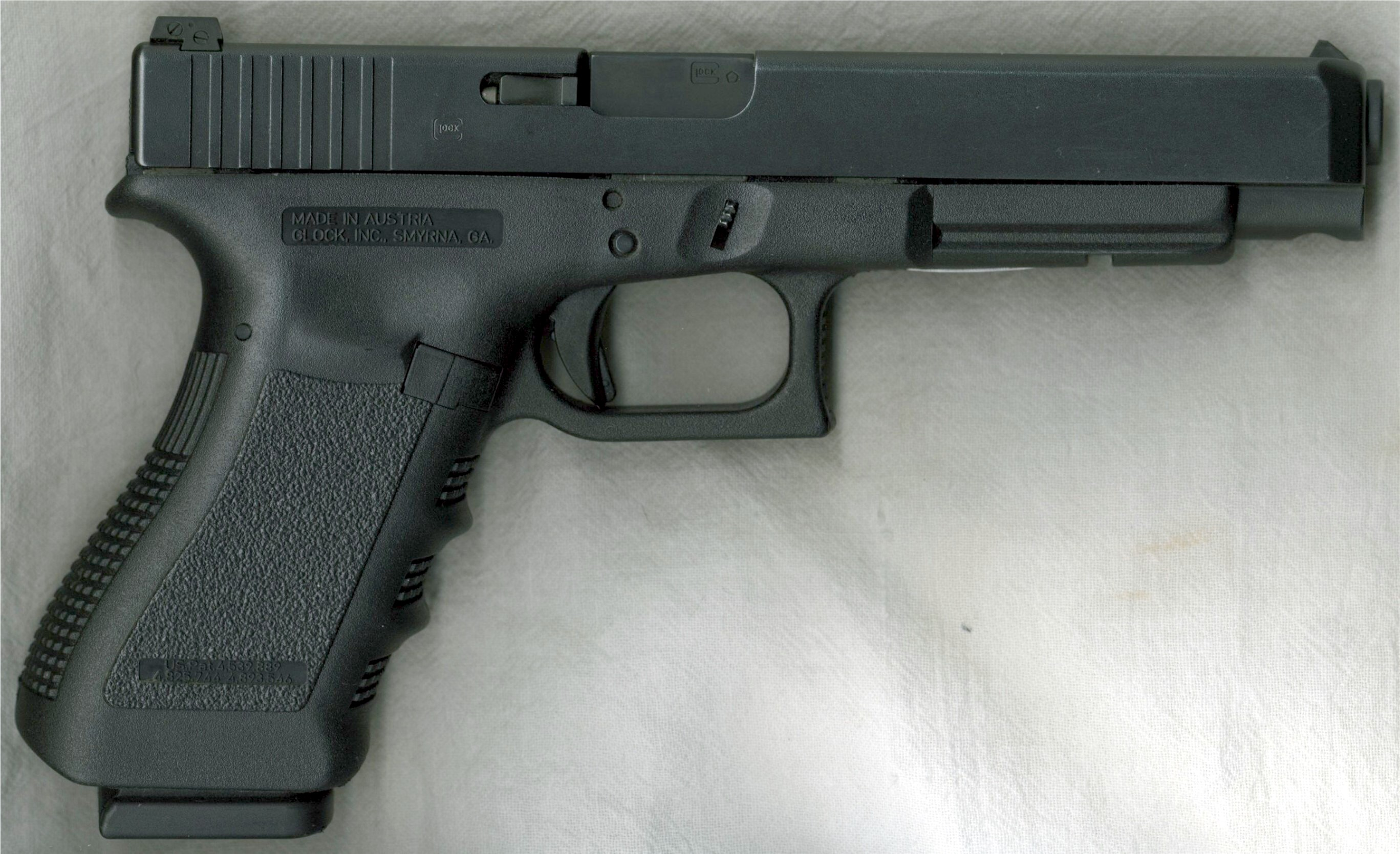
Glock 35.

- Glock 35: .40 S&W versie van de Glock 34.

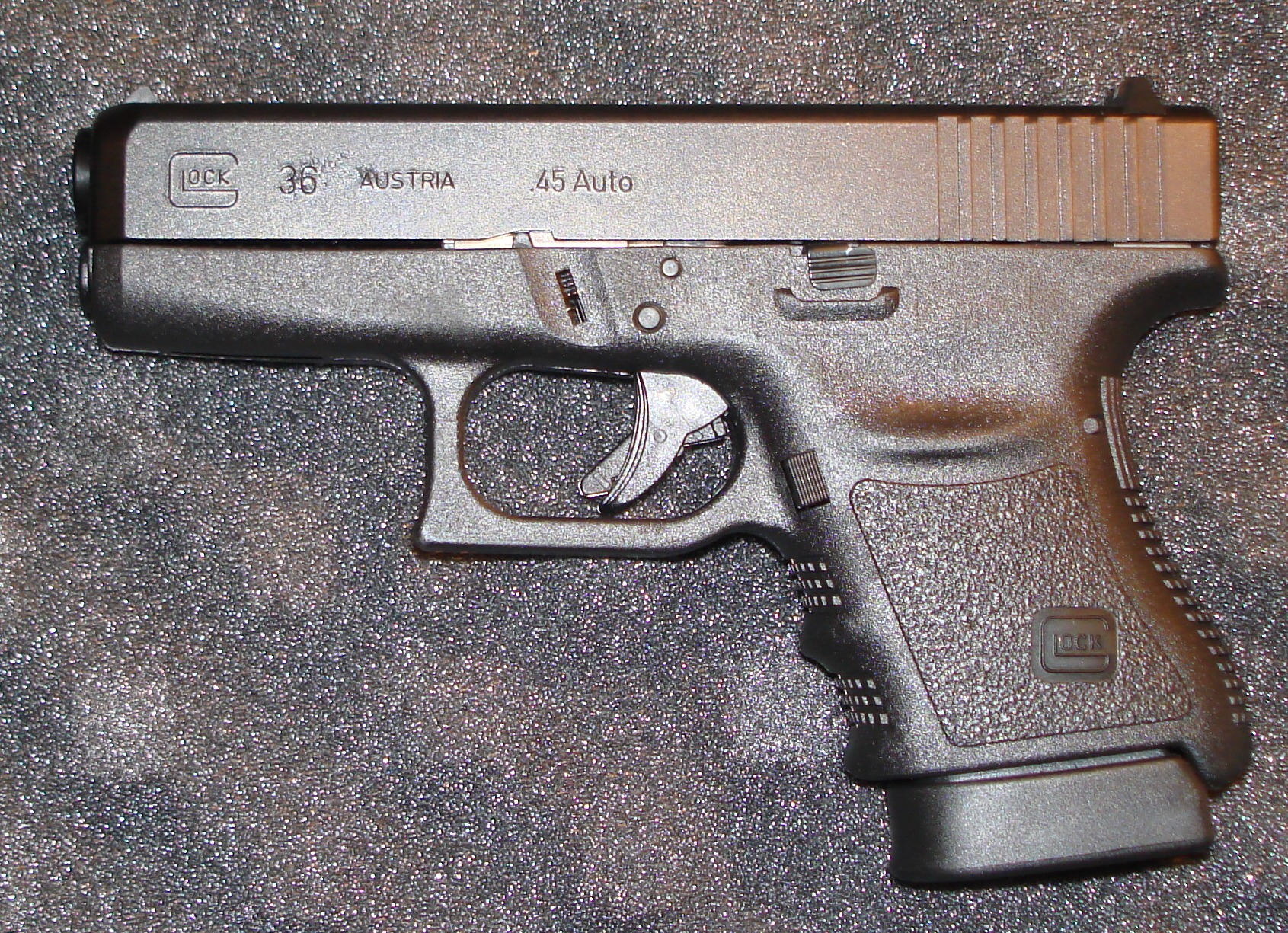
De "Slimline" Glock 36 in .45 ACP.

- Glock 36: Slimline versie van de subcompacte Glock 30. Dit model met een extra plat frame is gekamerd in .45 ACP. De loop, het frame en de lader zijn specifiek ontworpen voor dit model. Het is de eerste Glock met een single-stack magazijn.[9]
- Glock 37: .45 GAP versie van de standaard Glock 17. De Glock 37 werd ontwikkeld in 2003. Het werd ontworpen met het doel dezelfde stopkracht te bieden als de .45 ACP maar in de compactere vorm van een Glock 17. De soms problematische grootte van het frame van de Glock 20 en 21 werd eerder al geadresseerd door de Glock 36, 21SF en 30.
- Glock 38: Compacte versie van de Glock 37 in .45 GAP. Dit was het eerste pistool op de markt dat de nieuw ontworpen patroon .45 GAP gebruikte.[10]
- Glock 39: Subcompacte Glock in .45 GAP.
- Glock 40: Equivalent van de Glock 17L in 10mm Auto.
- Glock 41: Competitie variant van de Glock 21.
- Glock 42: Maakt gebruik van een nieuw Slimline ontwerp.
- Glock 43: Slimline versie van de Glock 26.
- Glock 44: Gebaseerd op de Glock 19 in .22 Long Rifle. Dit was het eerste pistool van Glock wat gebruik maakt van .22 Long Rifle. Ten opzichte van de Glock 19 maakt de Glock 44 standaard gebruik van 10 patronen i.p.v. 15 bij de Glock 19.
- Glock 45: Een zwartgekleurde versie van de Glock 19X. De Glock 45 heeft een Glock 17-greep met een Glock 19-slede. Ten opzichte van de Glock 19X heeft de Glock 45 standaard geen tritium richtmiddelen.

| Modelnummer   | Patroon   | Totale Lengte (mm) | Looplengte (mm) | Ladercapaciteit | Ladercapaciteit    | gewicht (ongeladen) (g) | Stijl       |
| Modelnummer   | Patroon   | Totale Lengte (mm) | Looplengte (mm) | Standaard       | Optioneel          | gewicht (ongeladen) (g) | Stijl       |
| ------------- | --------- | ------------------ | --------------- | --------------- | ------------------ | ----------------------- | ----------- |
| 17, 17C       | 9×19mm    | 186                | 114             | 17              | 10, 19, 33         | 625                     | Standaard   |
| 17L           | 9×19mm    | 225                | 153             | 17              | 10, 19, 33         | 670                     | Standaard   |
| 18, 18C       | 9×19mm    | 185                | 114             | 33              | 10, 17, 19         | 620                     | Standaard   |
| 19, 19C       | 9×19mm    | 174                | 102             | 15              | 10, 17, 19, 33     | 595                     | Compact     |
| 19X           | 9×19mm    | 189                | 102             | 17              | 19, 24, 31, 33     | 704                     | Compact     |
| 20, 20C       | 10mm Auto | 193                | 117             | 15              | 10                 | 785                     | Standaard   |
| 21, 21C, 21SF | .45 ACP   | 193                | 117             | 13              | 10                 | 745                     | Standaard   |
| 22, 22C       | .40 S&W   | 186                | 114             | 15              | 10, 17             | 650                     | Standaard   |
| 23, 23C       | .40 S&W   | 174                | 102             | 13              | 10, 15, 17         | 600                     | Compact     |
| 24, 24C       | .40 S&W   | 225                | 153             | 15              | 10, 17             | 757                     | Competition |
| 25            | .380 ACP  | 174                | 102             | 15              | 17, 19             | 570                     | Compact     |
| 26            | 9×19mm    | 160                | 88              | 10              | 12, 15, 17, 19, 33 | 560                     | Subcompact  |
| 27            | .40 S&W   | 160                | 88              | 9               | 11, 13, 17         | 560                     | Subcompact  |
| 28            | .380 ACP  | 160                | 88              | 10              | 12, 15, 17, 19     | 529                     | Subcompact  |
| 29            | 10mm Auto | 172                | 96              | 10              | 15                 | 700                     | Subcompact  |
| 30, 30SF      | .45 ACP   | 172                | 96              | 10              | 9, 13              | 680                     | Subcompact  |
| 31, 31C       | .357 SIG  | 186                | 114             | 15              | 17                 | 660                     | Standaard   |
| 32, 32C       | .357 SIG  | 174                | 102             | 13              | 15, 17             | 610                     | Compact     |
| 33            | .357 SIG  | 160                | 88              | 9               | 11, 13, 15, 17     | 560                     | Subcompact  |
| 34            | 9×19mm    | 207                | 135             | 17              | 10, 19, 33         | 650                     | Competition |
| 35            | .40 S&W   | 207                | 135             | 15              | 10, 17             | 695                     | Competition |
| 36            | .45 ACP   | 172                | 96              | 6               | -                  | 570                     | Slimline    |
| 37            | .45 GAP   | 189                | 116             | 10              | -                  | 735                     | Standaard   |
| 38            | .45 GAP   | 174                | 102             | 8               | 10                 | 685                     | Compact     |
| 39            | .45 GAP   | 160                | 88              | 6               | 8, 10              | 548                     | Subcompact  |
| 40            | 10mm Auto | 241                | 153             | 15              | -                  | 1005                    | Standaard   |
| 41            | .45 ACP   | 223                | 135             | 13              | 10                 | 760                     | Competition |
| 42            | .380 ACP  | 151                | 82,5            | 6               | -                  | 390                     | Subcompact  |
| 43            | 9×19mm    | 159                | 86,5            | 6               | -                  | 510                     | Subcompact  |
| 44            | .22 LR    | 185                | 102             | 10              | -                  | 415                     | Compact     |
| 45            | 9×19mm    | 189                | 102             | 17              | 19, 24, 31, 33     | 694                     | Compact     |
| 48            | 9×19mm    | 185                | 106             | 10              | -                  | 588                     | Compact     |

- Glocks aangeduid met een "C" zijn uitgerust met gaspoorten in loop en slede om de opwaartse beweging en terugslag van het pistool tegen te gaan.

## Gebruikers
- Afghanistan: Secundair wapen van de Afghaanse Nationale Politie
- Australië: Dienstwapen van bepaalde Australische politiediensten. Een speciale Glock 17 met een M1911-stijl externe veiligheid werd gebouwd voor de Tasmaanse politie. De Australische Douane is ook bewapend met Glock pistolen.[12]
- België: Gebruikt door de lokale en federale Belgische Politie. Bepaalde leden van de Belgische Douane zijn ook bewapend met Glock pistolen.
- Brazilië: Het Federaal Politiedepartement geeft elke agent die afstudeert van de Nationale Politieacademie een Glock 17, 19 of 26 naargelang de voorkeur van de agent.
- Canada: In gebruik bij politiediensten in verschillende steden, zoals Toronto en Ottawa.
- Duitsland: Bepaalde speciale eenheden van de Duitse Federale politie zijn uitgerust met Glock pistolen.
- Ecuador: Elke agent van de Nationale Politie heeft een Glock dienstwapen. Ook speciale politie-eenheden zijn bewapend met Glock pistolen.
- Finland: In gebruik bij de Finse politie en grenswachters.
- Frankrijk: Glock pistolen zijn in gebruik bij bepaalde marine- en parachute-eenheden van het Franse leger.[13]
- IJsland: IJslandse speciale troepen zoals de Víkingasveitin en de ICRU.
- India: Gebruikt door de Indiase politie en het Indiase leger.
- Indonesië: In gebruik bij speciale eenheden, zoals Kopassus, van het Indonesisch leger.
- Irak: De Iraakse veiligheidsdiensten zijn voorzien van Glock pistolen.
- Nederland
  - Krijgsmacht: De Glock 17 (generatie 2) is in 1994[14] bij de krijgsmacht ingevoerd als het Pistool 9 millimeter Glock 17.[15] Deze Glock 17s zijn in 2016 en 2017 vervangen door Glock 17s van de vierde generatie. Men kocht respectievelijk 6300 en 10.000 nieuwe pistolen.[16]
  - Arrestatieteams.[17]
  - Koninklijke Marechaussee
- Oostenrijk: Standaard dienstwapen onder de benaming P80.
- Kamala Harris deelde tijdens de presidentsverkiezing van 2024 dat zij al jarenlang een Glock bezit voor eigen bescherming[18]